# Solontsí (Véidelevka)
|  | Per a altres significats, vegeu «Solontsí». |

Solontsí - Солонцы (rus) - és un poble de l'óblast de Bélgorod, a Rússia. El 2010 tenia 520 habitants. Pertany al districte (raion) de Véidelevka.